# Heer
El Heer (pronunciado /heːɐ̯/ⓘ, «Ejército» en alemán) es el cuerpo terrestre de la Bundeswehr (Fuerzas Armadas de Alemania).
Tradicionalmente, las fuerzas militares alemanas han estado compuestas por el Ejército, la Armada y, poco antes de la Primera Guerra Mundial, la Fuerza aérea. El Heer fue reformado en los años 1950 como el ejército de la República Federal de Alemania, como parte de la Bundeswehr. En octubre de 1990, el ejército de la Alemania Oriental fue integrado en la nueva fuerza militar de la Alemania reunificada.

## Ramas del ejército
- Infantería
  - Tropas de paracaidistas
  - Tropas de montaña
  - Tropas de cazadores
- Fuerzas especiales
- Tropas blindadas
  - Tropas de granaderos blindados
  - Tropas de blindados
- Tropas de artillería
- Tropas de pioneros
- Tropas de telecomunicaciones
- Tropas de reconocimiento
- Tropas de aviación
- Tropas logísticas
  - Tropas de reparación
  - Tropas de suministros
- Servicio médico
- Servicio de apoyo conjunto
  - Tropas de policía militar
  - Tropas de defensa NQB
  - Servicio de música militar

## Armamento

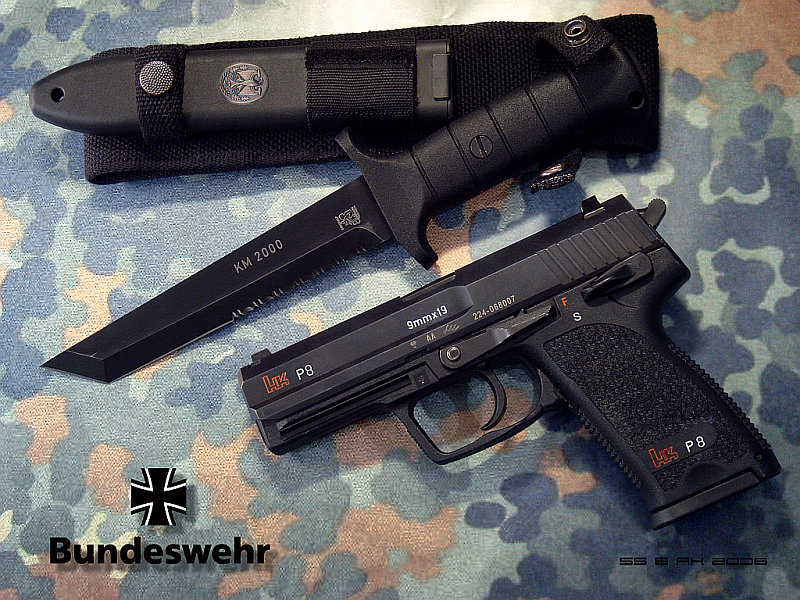
Cuchillo KM2000 y Pistola P8.
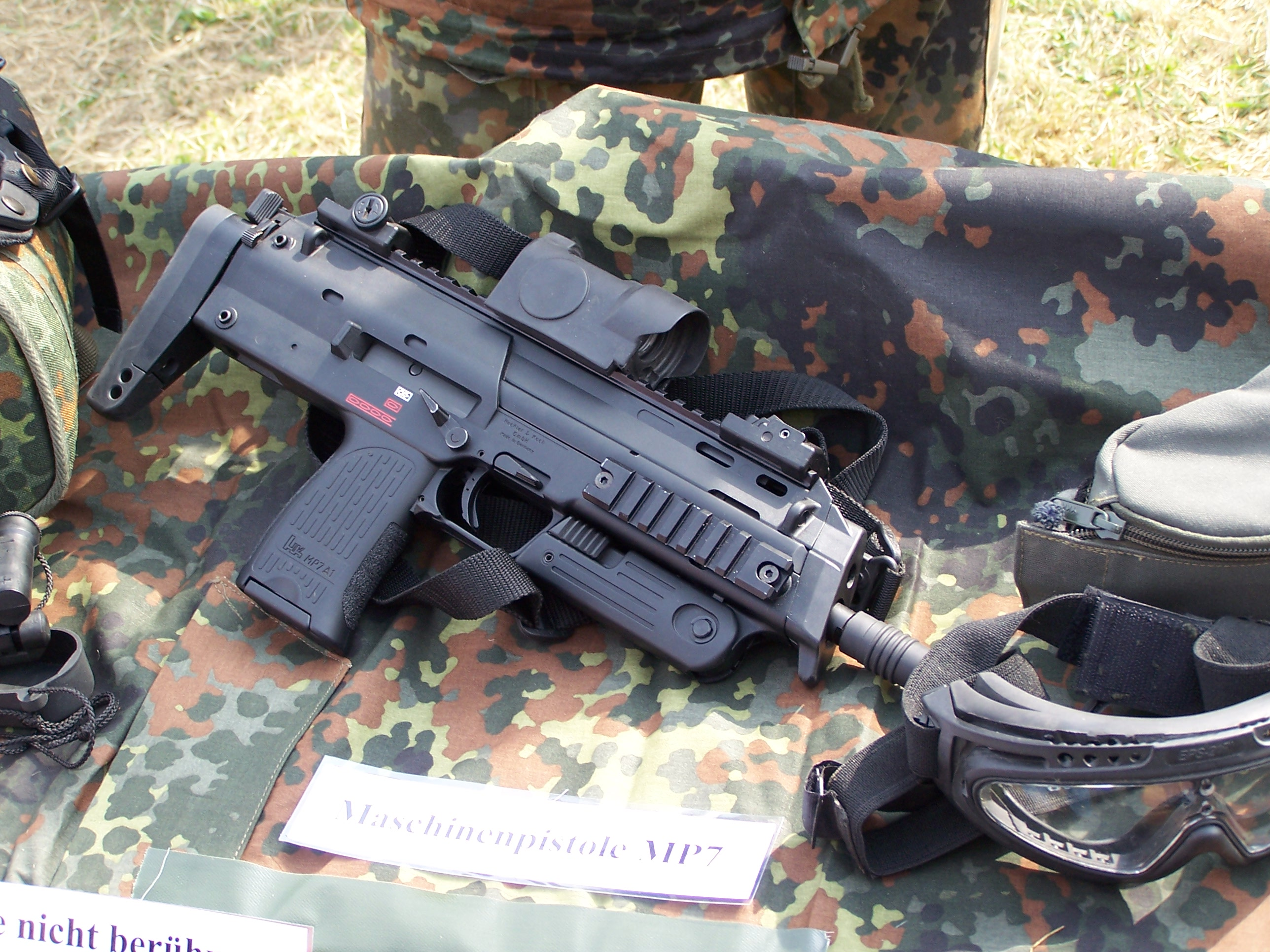
Subfusil MP7A1
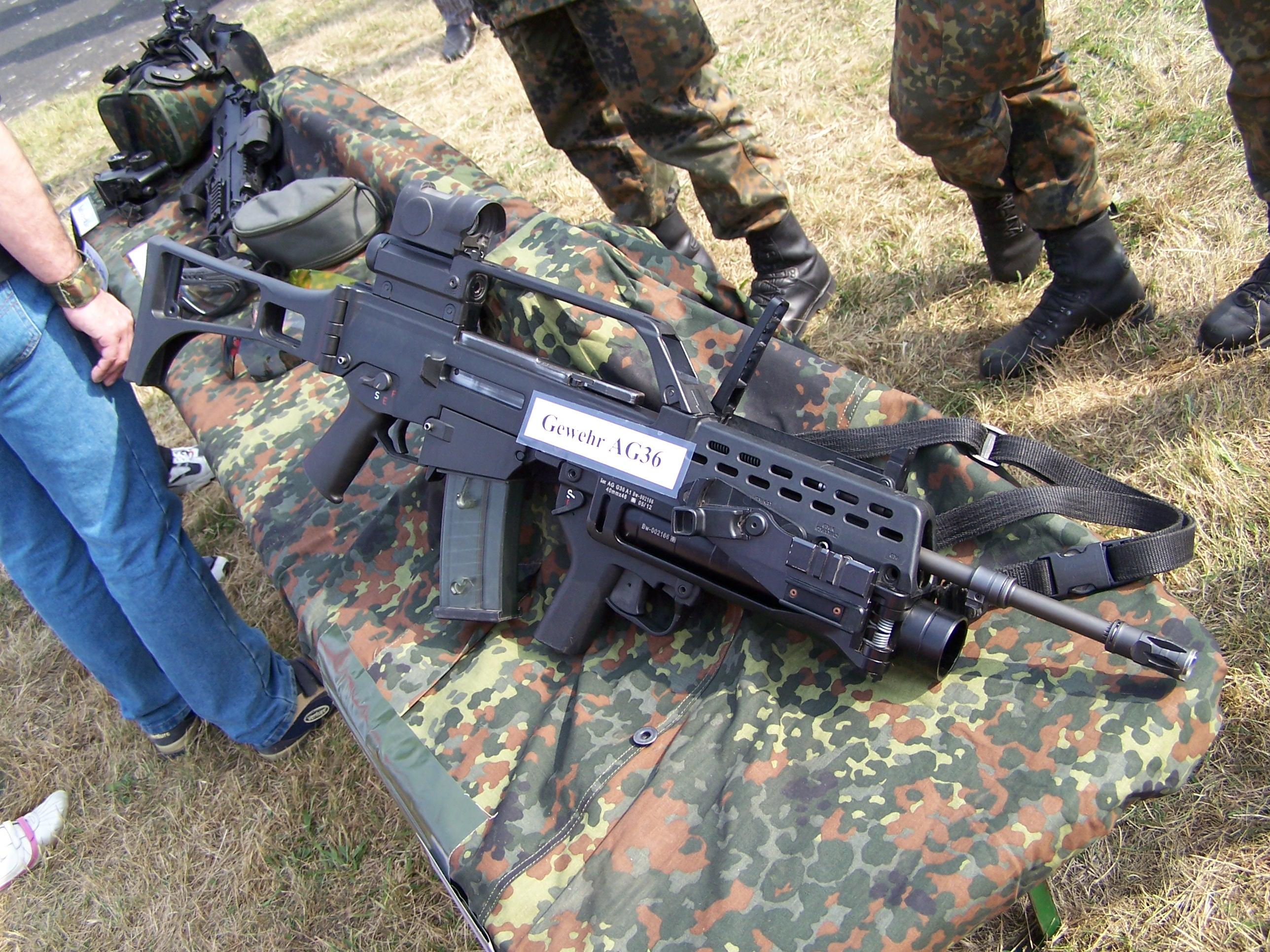
Fusil G36 con lanzagranadas AG36.
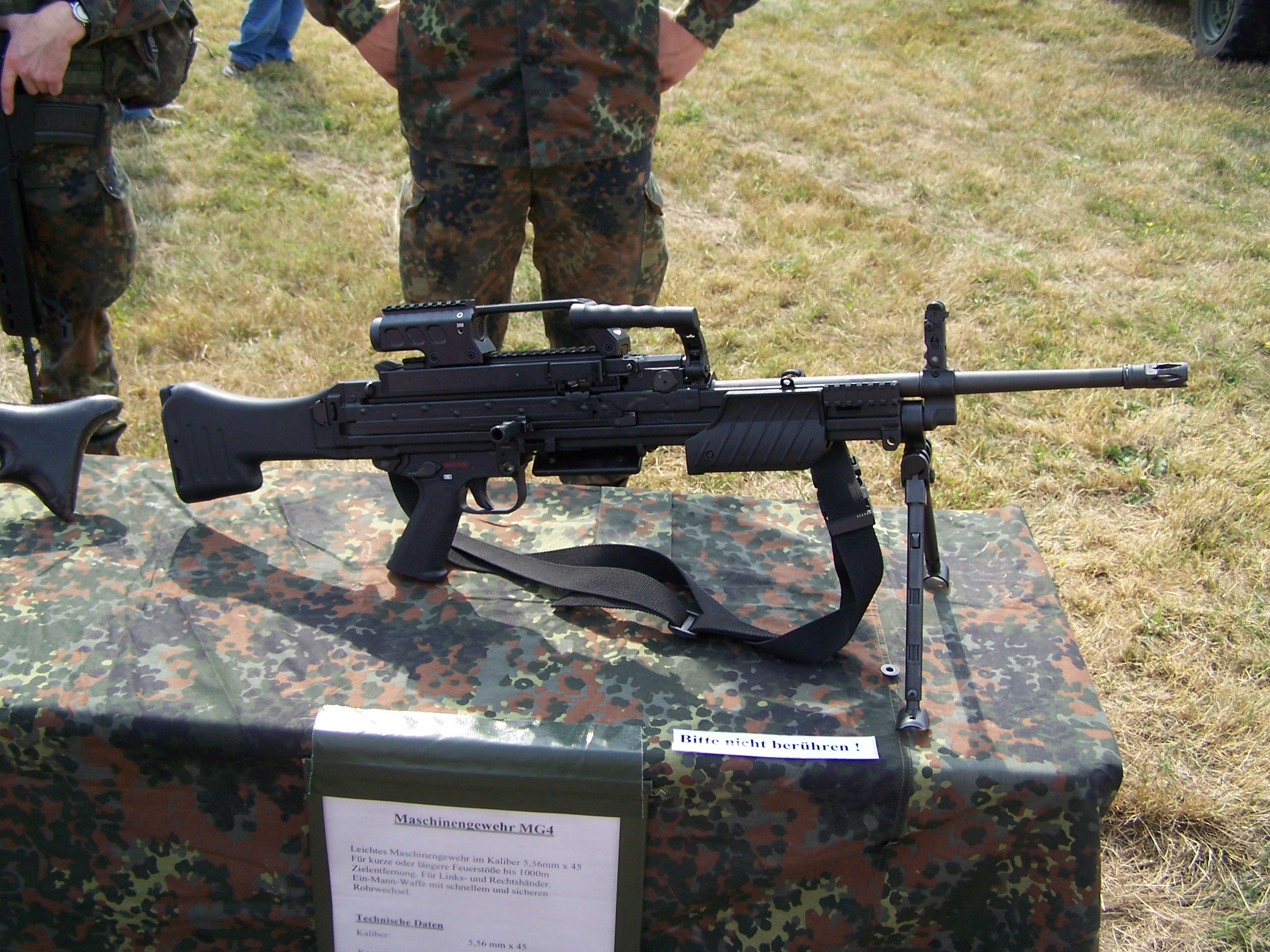
Ametralladora MG4.
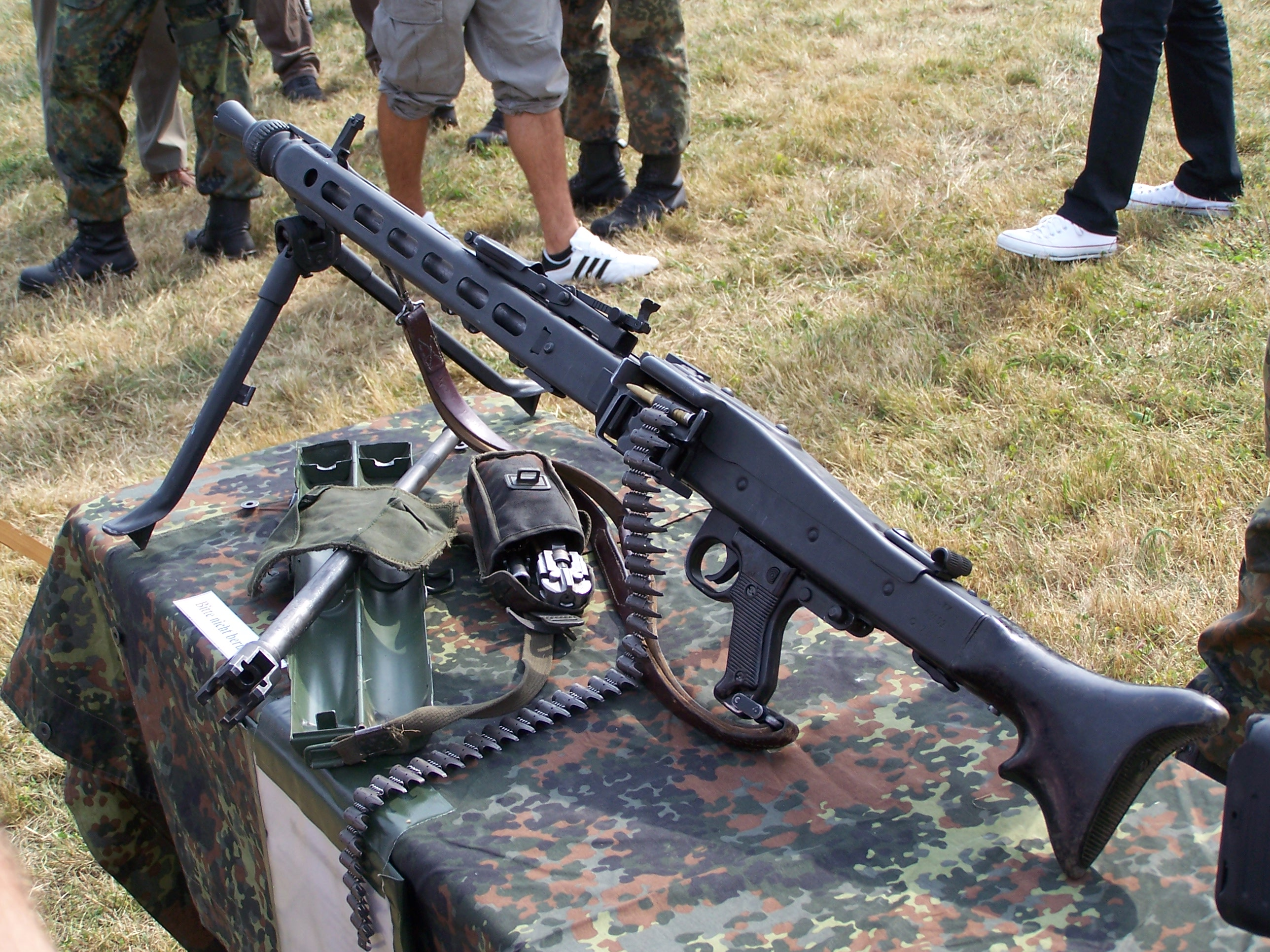
Ametralladora MG3
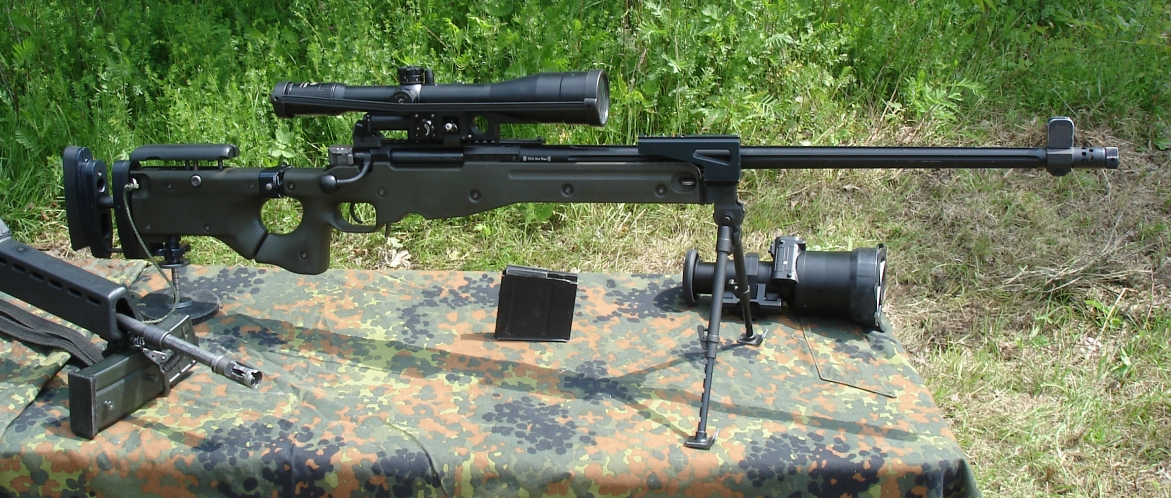
Fusil de francotirador G22.
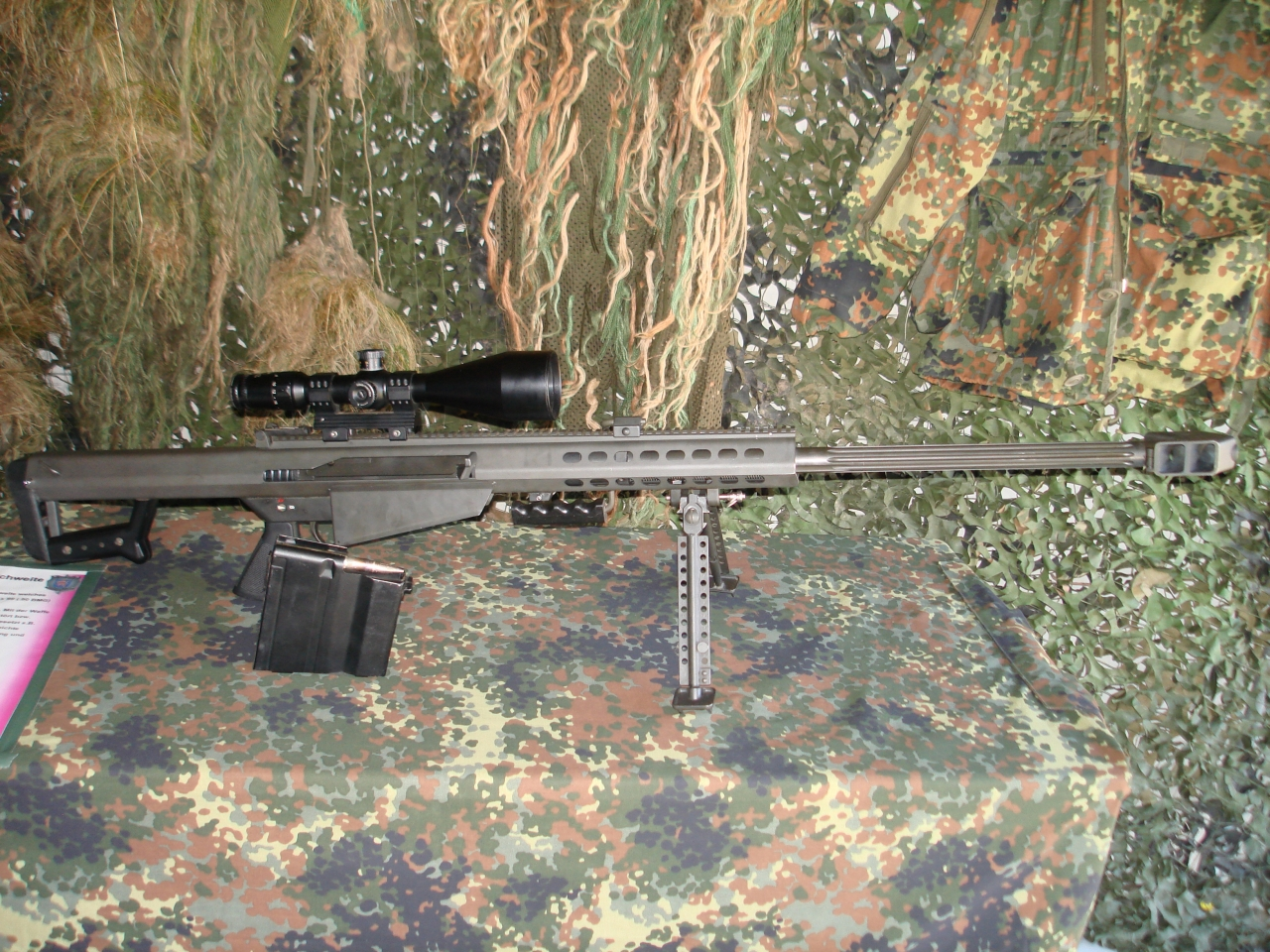
Fusil G82.
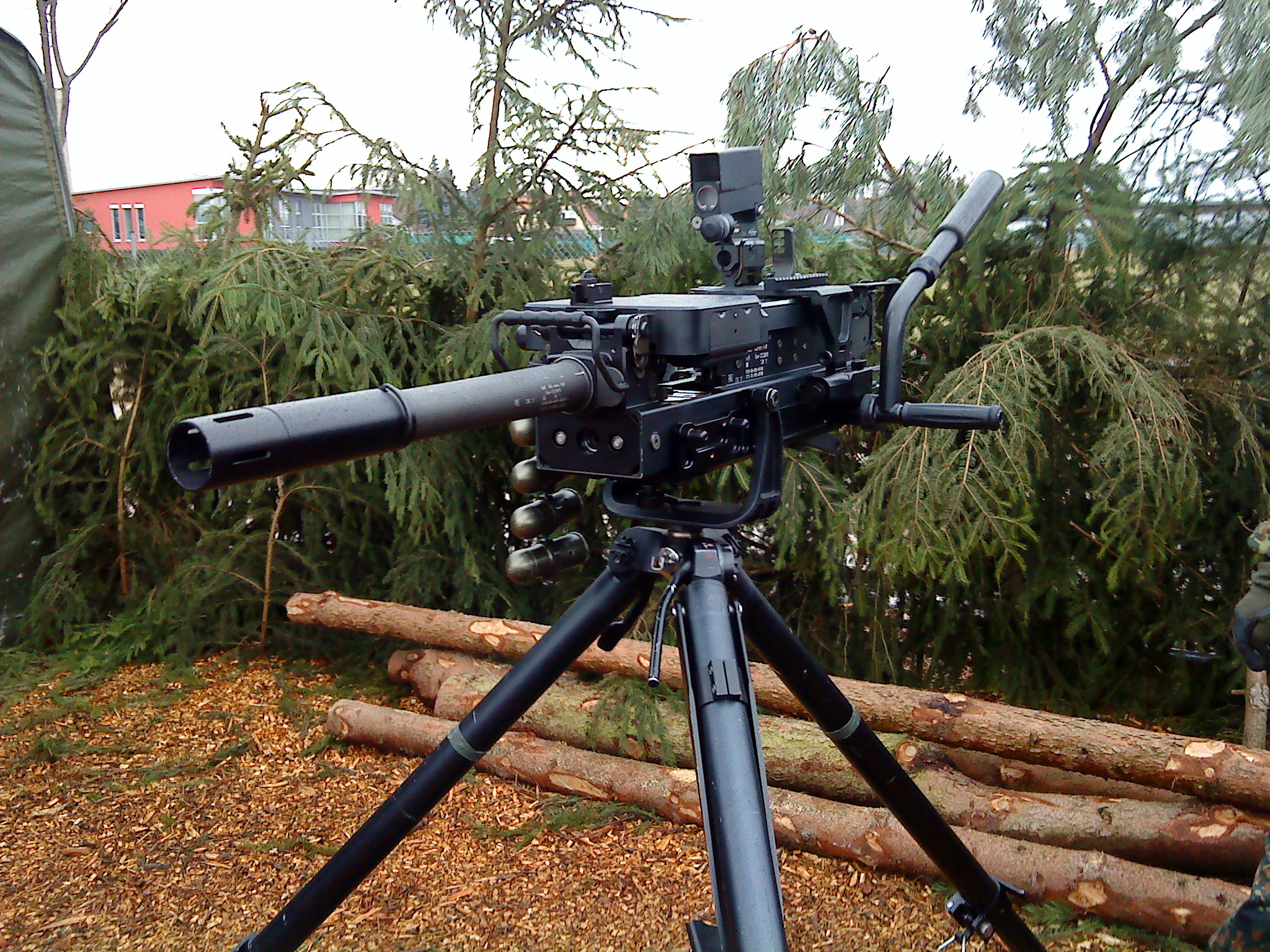
Lanzagranadas HK GMG
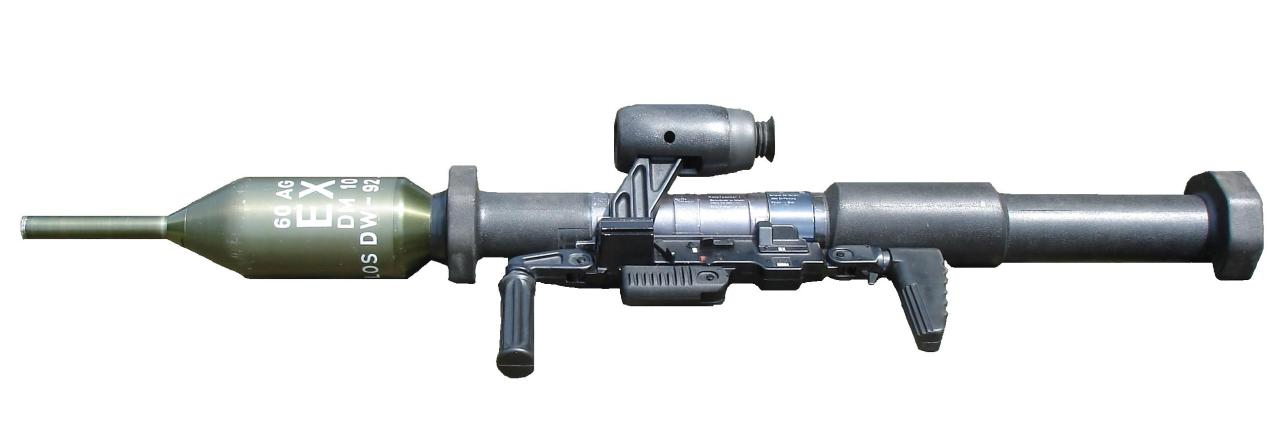
Panzerfaust 3.